# 爱德华·瓦西列维奇·瑞德维拉扎

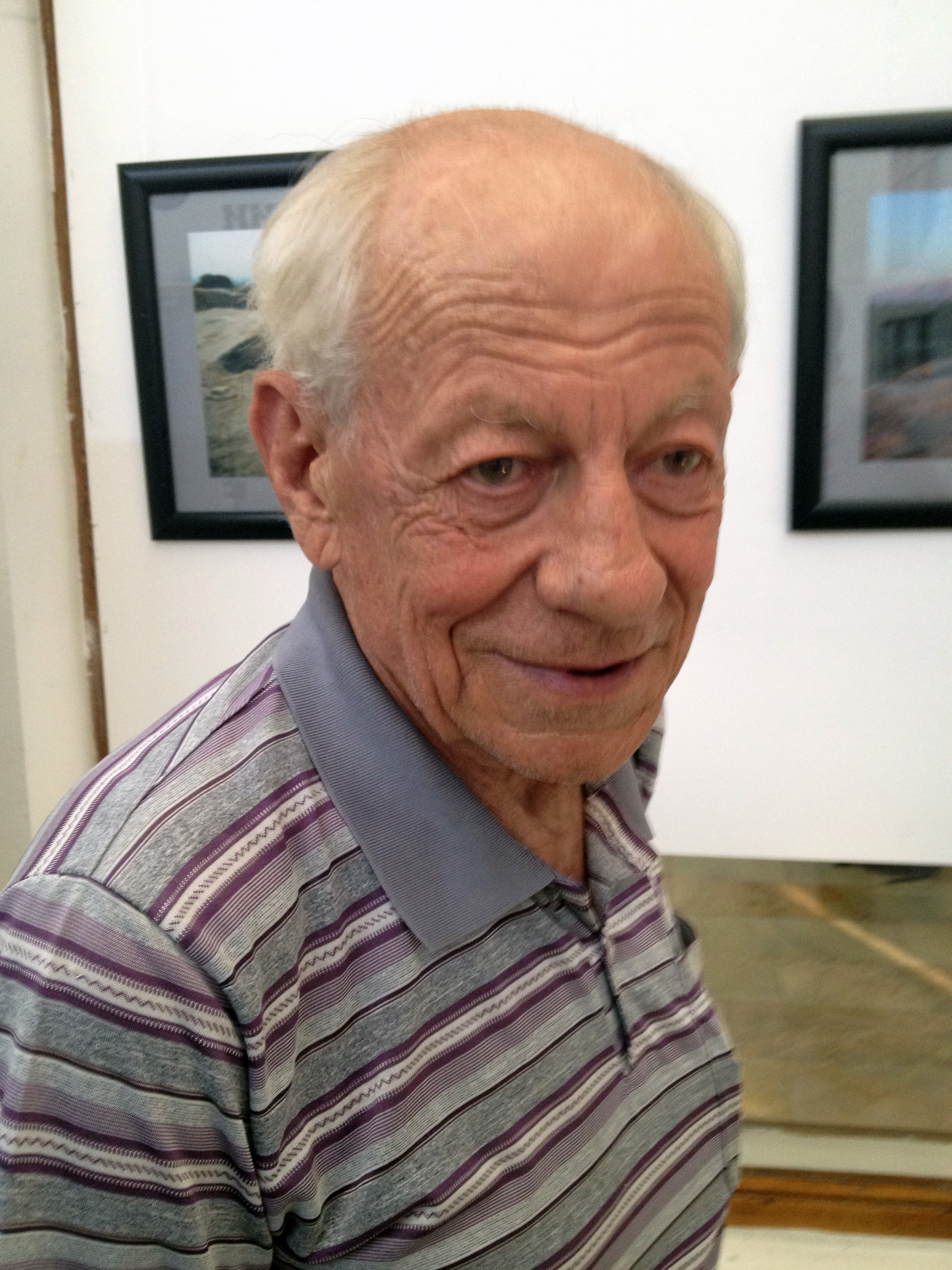
2015年

爱德华·瓦西列维奇·瑞德维拉扎（1942年5月14日—），乌兹别克斯坦考古学家、历史学家、最高议会议员、国家科学院院士。1942年出生于苏联的格鲁吉亚，1967年毕业于乌兹别克斯坦国立大学。著有《张骞探险之地》等书。
1. ↑  高原 译; 毛铭 校; 敦煌研究院. . 桂林: 漓江出版社. 2017. ISBN 978-7-5407-8120-0. OCLC 1012394298.